# بيير نورا
بيير نورا (بالفرنسية: Pierre Nora) هو مؤرخ فرنسي، ولد في 17 نوفمبر 1931 في الدائرة الثامنة في باريس في فرنسا.